# Tachys arcanicola
Tachys arcanicola är en skalbaggsart som beskrevs av Blackburn 1878. Tachys arcanicola ingår i släktet Tachys och familjen jordlöpare. Inga underarter finns listade i Catalogue of Life.